# Мірошниченко Іван Євгенович
Іван Євгенович Мірошниченко (1899, село Артемівка Бахмутського повіту Катеринославської губернії, тепер Бахмутського району Донецької області — розстріляний 15 жовтня 1937, Київ) — український радянський партійний діяч, 2-й секретар Київського обкому КП(б)У. Член ЦК КП(б)У в червні — серпні 1937 р.

## Біографія
Народився в родині селянина-бідняка. У 1912 році закінчив двокласне училище в селі Софійськ (Софіївка) Бахмутського повіту. У жовтні 1912 — березні 1914 р. — робітник поміщицької економії, у березні 1914 — лютому 1915 р. — у власному господарстві в селі Софійську (Софіївці).
У березні 1915 — березні 1916 р. — робітник бригади з ремонту телефонної сітки в селі Костянтинівці Бахмутського повіту. У квітні — липні 1916 р. — працював у власному господарстві. У серпні 1916 — серпні 1917 р. — робітник поміщицької економії Діка в Бахмутському повіті, у вересні 1917 — березні 1920 р. — у власному господарстві в селі Софійську (Софіївці) Бахмутського повіту.
У квітні 1920 — березні 1921 р. — червоноармієць продовольчого загону. У квітні 1921 — лютому 1922 р. — голова комітету бідноти села Шахове Бахмутського повіту Донецької губернії.
Член РКП(б) з серпня 1921 року.
У 1922 році — в Червоній армії: у березні — липні 1922 р. — політичний боєць морської берегової артилерії у місті Очакові, а у серпні — жовтні 1922 р. — начальник агітаційно-пропагандистського відділу політичного секретаріату Очаківського укріпленого району.
У листопаді 1922 — лютому 1923 р. — секретар Шаховського волосного комітету КП(б)У Бахмутського повіту Донецької губернії.
У березні 1923 — лютому 1929 р. — голова виконавчого комітету Петровсько-Горлівської районної ради депутатів трудящих Бахмутського (Артемівського) округу, голова виконавчого комітету Слов'янської районної ради депутатів трудящих Артемівського округу.
У березні 1929 — вересні 1930 р. — секретар виконавчого комітету Лубенської окружної ради депутатів трудящих. У жовтні 1930 — листопаді 1932 р. — голова виконавчого комітету Яготинської районної ради депутатів трудящих на Полтавщині.
У грудні 1932 — червні 1934 р. — голова Кременчуцької міської ради депутатів трудящих на Полтавщині.
У липні 1934 — травні 1935 р. — 1-й секретар Білоцерківського районного комітету КП(б)У Київської області.
У червні 1935 — листопаді 1936 р. — 1-й секретар Коростенського окружного комітету КП(б)У Київської області.
У листопаді 1936 — травні 1937 р. — 3-й секретар Київського обласного комітету КП(б)У. У травні — липні 1937 р. — 2-й секретар Київського обласного комітету КП(б)У.
Заарештований 17 липня 1937 року. Розстріляний 15 жовтня 1937 року в Києві. 